# USJF Ravinala
O USJF Ravinala é um clube de futebol com sede em Antananarivo, Madagascar. 

## História
A equipe compete no Campeonato Malgaxe de Futebol.